# Виктор Цой
Виктор Робертович Цой (на руски: Виктор Цой; на корейски: 빅토르 초이) е известен съветски рок певец, музикант, актьор и композитор. Вокал и фронтмен на легендарната съветска рок група „Кино̀“. Той е една от най-запомнящите се фигури в рок музиката на СССР. С неговата група са едни от пионерите в пънка и ню уейва в съюза. Едни от най-известните му песни са Звезда по имени Солнце, Группа крови, Безъядерная зона, Троллейбус, В наших глазах, Хотим перемен, Кукушка.

## Биография
Роден е през 1962 г. в Ленинград в семейството на инженер от корейски произход и учителка по физическо възпитание. Започва да учи в училището, където майка му е преподавател по физкултура. Заедно с нея сменя 3 училища. По-късно постъпва в художественото училище „В. Серов“, но е изключен поради слаба успеваемост. Там основава и първата си група „Палата №6“. Вокал на формацията е Максим Пашков. Групата издава един албум, озаглавен „Слонолуние“. Записите по него са направени в дома на Пашков. Цой завършва СГПТУ-61 със специалност дърворезба.
В края на 70-те години се запознава с Алексей Рибин и двамата създават групата „Гарин и гиперболоиды“, където Цой е бас китарист. Скоро барабанистът на групата Олег Валинский е повикан в армията и формацията сменя името си на „Кино“. През пролетта на 1982 г. под ръководството на Борис Гребеншиков записват дебютния си албум „45“. Музикантите от групата на Гребенщиков „Аквариум“ участват в записите на албума. Тъй като „Кино“ няма барабанист по това време, е използвана дръм машина, а на концертите свири Валерий Кирилов от група „Зоопарк“. Записът получава разпространение и групата изнася няколко концерта в Москва.
През пролетта на 1983 г. Рибин напуска групата, а китарата поема Юрий Каспарян. Двамата с Цой записват демото на албума „Начальник Камчатки“, но звукорежисьорът Алексей Вишня го разпространява на свои познати и така записът под заглавие „46“ се възприема като отделен албум. Есента на същата година Цой е повикан в армията и прекарва месец и половина в психиатрична клиника, за да избегне повиквателната.
През май 1984 г. съставът на „Кино̀“ се обновява – Александър Титов поема бас китарата, а постоянен барабанист става Георгий Гуриянов. Албумът „Начальник Камчатки“ е записан в окончателния си вариант, а групата е наградена на втория Ленинградски рок фестивал. През 1985 г. групата отново се изявява успешно на Ленинградския рок фестивал и модернизира звученето си. Така на следващата година излиза албумът „Ночь“, а популярността на Цой расте. През лятото на 1986 г. дебютира в киното с роля във филма „Краят на ваканцията“, сниман в Киев. Впоследствие участва в късометражния филм „Йя-Хха“ и в документалния филм „Рок“. Големият му успех обаче идва с излизането на филма „Асса“, а песента от филма „Перемен“ става един от най-големите хитове на „Кино̀“.
През 1987 г. групата започва записите на „Группа крови“, а междувременно Цой изиграва главната роля във филма „Игла“, за която и получава наградата на актьор на годината в СССР за 1989 г. Част от песните от албума „Группа крови“ са в саундтрака на лентата, а един от хитовете на групата, „Звезда по имени солнце“, е написан по време на снимките на филма. През зимата 1988 г. „Кино“ записват албума „Звезда по имени солнце“, а скоро след това техен продуцент става Юрий Айзеншпис.
В началото на 1989 г. „Кино“ записват албум във Франция под заглавието „Последний герой“, съдържащ нови версии на най-добрите песни на групата. Освен това изнасят концерти в Дания, Италия и САЩ. През октомври 1989 г. за първи път групата гостува в ефира на Централната телевизия, като в програмата „Взгляд“ изпълняват „Песня без слов“ и „Невеселая песня“.
На 15 август 1990 г. Виктор Цой загива в автомобилна катастрофа. Членовете на групата успяват да довършат записите по последния албум на „Кино̀“ – „Черният албум“, който излиза през януари 1991 г. След смъртта на Цой са издадени много компилации с неиздавани преди негови песни.

## Памет
На улица „Арбат“ в Москва се намира стена в памет на музиканта. На мястото на отоплителната централа „Камчатка“ в Санкт Петербург, където е работил Цой, функционира рок клуб със същото име.
През 2011 и 2012 г. се провежда фестивалът „КИНО сначала“ в град Судак. В град Окуловка от 2017 до 2019 г. се състои фестивалът „Кинопроби“.
На 21 юли 2019 г. „Металика“ на концерта си в руската столица изпълняват песента на „Кино“ – „Группа крови“.
- Паметник на лобното му място в Латвия
- Паметник в Барнаул до Алтайската държавна педагогическа академия
- Паметник на гарата в Окуловка, Новгородска област